# Corsavy
Corsavy (in catalano Cortsaví) è un comune francese di 263 abitanti situato nel dipartimento dei Pirenei Orientali nella regione dell'Occitania.

## Geografia fisica

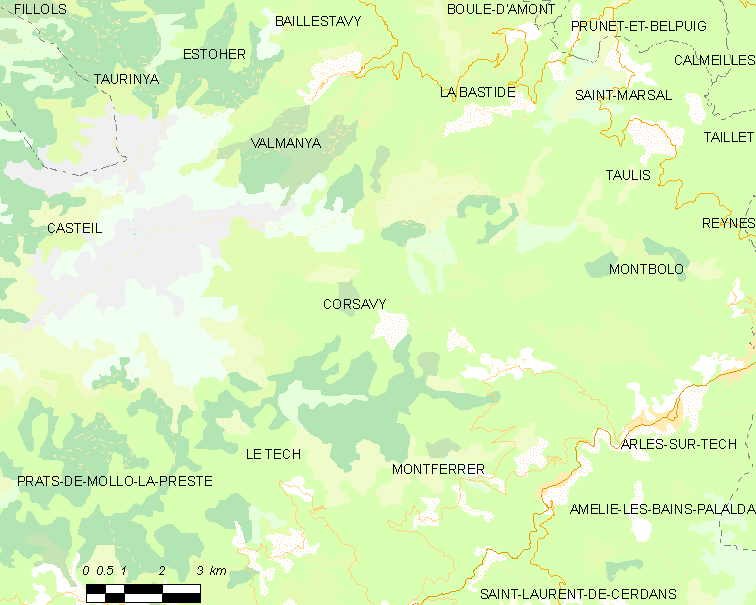
Situazione di Corsavy

## Società

### Evoluzione demografica
Abitanti censiti